# Голубий Залив
Голубий Залив (рос. Голубой Залив — «Голуба затока») — дачне селище у Новосибірському районі Новосибірської області Російської Федерації.
Входить до складу муніципального утворення Морська сільрада. Населення становить 238 осіб (2010).

## Історія
Згідно із законом від 2 червня 2004 року органом місцевого самоврядування є Морська сільрада.

## Населення
| 2002 | 2007 | 2010 |
| ---- | ---- | ---- |
| 112  | ↘97  | ↗238 |